# Gustav Adolfs torg (Stockholm)

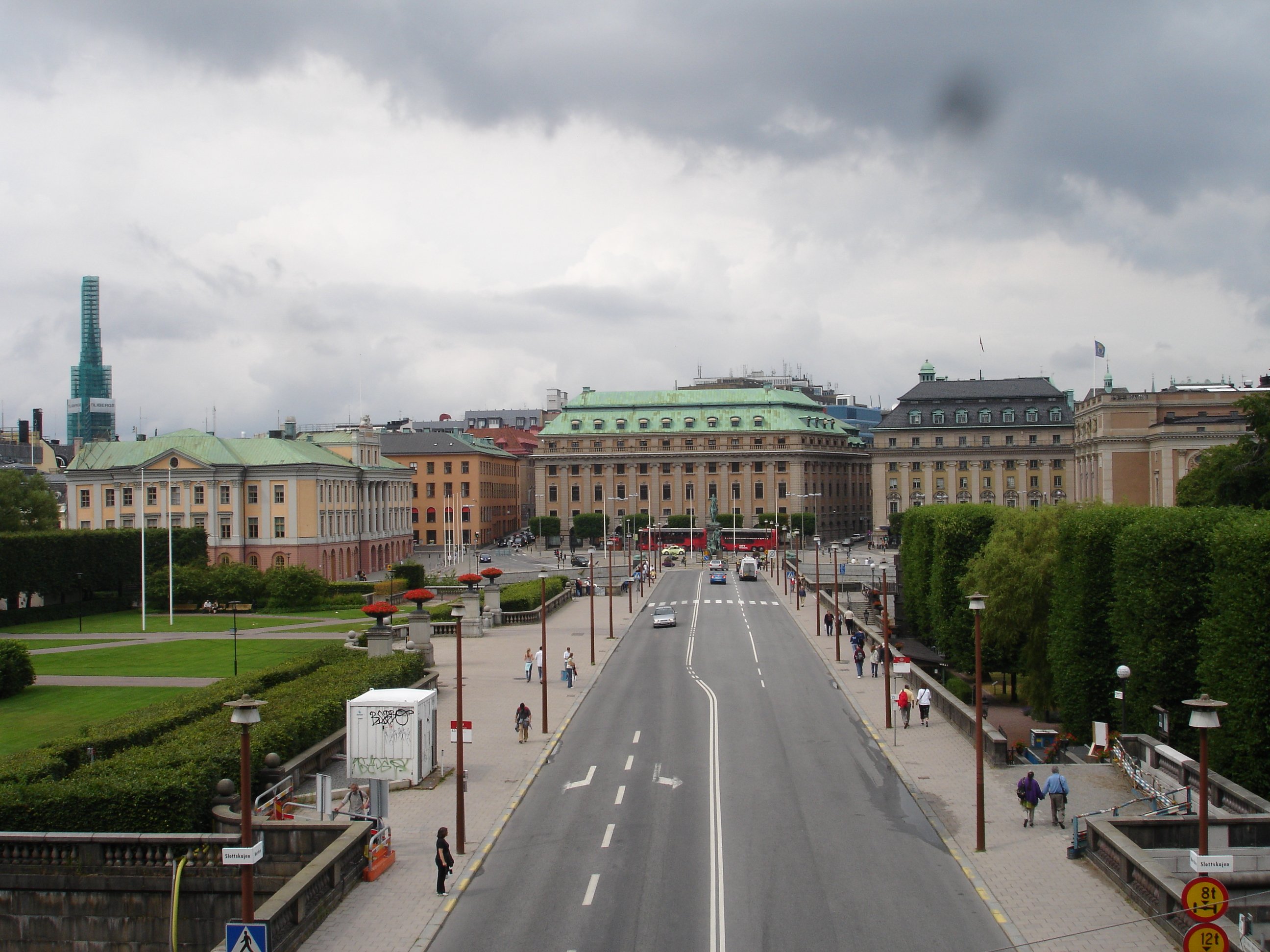
Gustav Adolfs torg vanaf Stockholms slot.

Gustav Adolfs torg is een plein in het stadsdeel Norrmalm in het centrum van Stockholm. Het werd in 1630 aangelegd en is vernoemd naar de koning Gustaaf II Adolf van Zweden. Het plein is ongeveer 110 meter bij 80 meter groot. Het ligt bij de Koninklijke Zweedse Opera en het Stockholms slot.
In het midden van het plein staat het ruiterstandbeeld van Gustaaf II Adolf uit 1796.
- Ook in Göteborg, Malmö, Helsingborg en Malmköping zijn er pleinen die deze naam hebben.